# Aeroportul Internațional El Paso
Aeroportul Internațional El Paso (IATA: ELP, ICAO: KELP, FAA LID: ELP) este un aeroport din El Paso, Texas, Comitatul El Paso, Texas, Texas, Statele Unite ale Americii ce deservește zona El Paso. Aeroportul a fost tranzitat în 2023 de 3.904.110 pasageri. A fost deschis în 1928 și numit după zona deservită.
Situat la o altitudine de 1.208 m, aeroportul dispune de 3 piste.

## Infrastructură

### Piste
Aeroportul dispune de 3 piste: 
- pista 04/22 din asfalt, cu dimensiunile 12.020 picioare × 150 picioare
- pista 08L/26R din asfalt, cu dimensiunile 5.500 picioare × 75 picioare
- pista 08R/26L din asfalt, cu dimensiunile 9.027 picioare × 150 picioare